# Citigroup Centre
Citigroup Centre, también conocido como Citi Centre o 25 Canada Square, es un complejo de edificios en el Canary Wharf en Docklands, Londres. Es la sede de EMEA de la firma de servicios financieros Citigroup. El centro dispone de 170.000 m² de superficie a través de dos edificios fusionados el 33 Canada Square (conocido como "CGC1") y el 25 de Canadá Square (conocido como "CGC2"), y alberga la mayor parte de los empleados de Citigroup en el Reino Unido.
El 33 Canada Square, o Citigroup Centre 1, es el menor de los dos edificios en el complejo, diseñado por Norman Foster fue finalizado en 1999, dos años antes de su edificio vecino. Con 105 metros de altura, el edificio se compone de dieciocho plantas, las cuales están adjuntadas al 25 Canada Square. El edificio es propiedad de Citigroup y fue construido antes de la finalización de la extensión de la línea Jubilee Line a finales de 1999. 

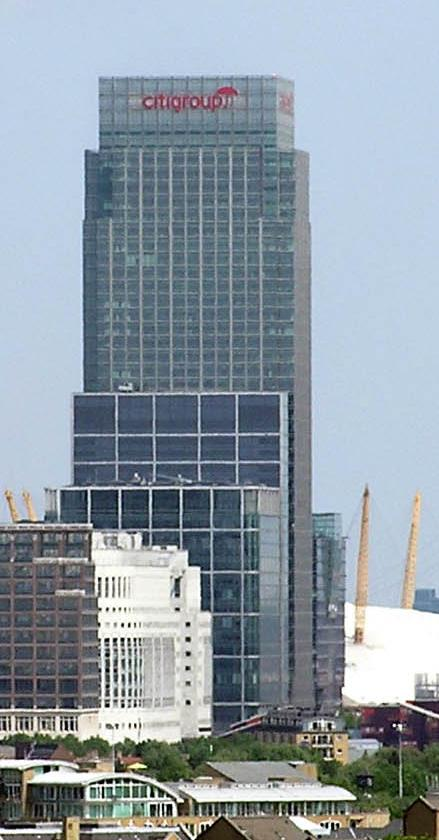

En contraste, el 25 Canada Square, o Citigroup Centre 2, se alza 200 metros de altura y, junto con la Torre HSBC, son en conjunto el 3.º edificio más alto en el Reino Unido, detrás del One Canada Square y The Shard. Diseñado por César Pelli & Associates, la construcción de la torre se inició en 1998 y terminó en 2001. 
El edificio fue adquirido por RBS en 2004 junto con el 5 Canada Square que fue arrendado a Bank of America por $1.12 mil millones. Posteriormente, el 2 de julio de 2007, el CGC2 se vende por separado a una empresa conjunta entre privados y Quinlan PropInvest por £1 mil millones de libras (2 mil millones de dólares). Citigroup pagara 46,5 millones de libras esterlinas al año en el alquiler de la torre, lo que genera un rendimiento de 4,6% a los propietarios.